# Platydoras costatus
Espèce
Le platydoras (Platydoras costatus ou Acanthodoras costatus) est une espèce de poissons de la famille des Doradidae originaire d'Amazonie .